# 桑原みずき
桑原 みずき（くわばら みずき、1992年〈平成4年〉2月19日 - ）は、日本の女優、ドッグトレーナー、ペットシッター。本名、桑原 瑞希（読みは同じ）。愛称は、みずき。
高知県高知市出身。女性アイドルグループ・SKE48の元メンバー。妹は桑原彩音。

## 略歴
- 2008年7月31日、『SKE48オープニングメンバーオーディション』に合格（応募総数2,670名、最終合格者22名）。
- 2008年10月5日、チームS 1st Stage「PARTYが始まるよ」公演において選抜メンバー16名のうちの一人として公演デビュー。
- 2009年3月、選抜メンバー16名がチームSへ移行し、チームSのメンバーとなる。
- 2010年11月17日、SKE48の4thシングル「1!2!3!4! ヨロシク!」の選抜メンバーとなる。
- 2011年1月4日、高知県観光特使に就任。今後は特使として、SKE48の活動を通して高知県の観光情報を発信し、観光客増加に繋げるよう活動していく[5]。
- 2011年7月20日、『AKB48 24thシングル選抜じゃんけん大会 SKE48予備戦』において、酒井萌衣、出口陽、今出舞、小林亜実に勝利し、本戦への出場を決めた。
- 2011年9月20日、『AKB48 24thシングル選抜じゃんけん大会』本戦ではベスト16でSKE48メンバーで唯一の選抜入りを果たした。なお、松井珠理奈と松井玲奈以外のSKE48のメンバーがAKB48のシングル表題曲の選抜メンバーに選ばれるのは初である[6]。
- 2013年1月15日、SKE48劇場で開催されたチームKII公演において、SKE48を卒業することが発表された[7]。
- 2013年4月18日、SKE48劇場では最終出演となる卒業公演が行われた[8][9]。
- 2013年5月6日、この日に行われた11thシングル「チョコの奴隷」（劇場盤）個別握手会をもってSKE48を卒業。
- 2014年、名城大学法学部を卒業[10]。
- 2015年2月、エンターテインメント集団「ツルノヒトコエ」のプロデュースを、実妹の桑原彩音と共に開始する。
- 2017年6月、芸能人の権利を守ることを目的として設立された「日本エンターテイナーライツ協会（ERA）」のパートナーに就任。

## SKE48在籍時の参加曲

### シングルCD選抜曲
SKE48名義
- 強き者よ
- 「青空片想い」に収録
  - バンジー宣言 - チームB.L.T.名義
- 「ごめんね、SUMMER」に収録
  - 少女は真夏に何をする? - アンダーガールズA名義
- 1!2!3!4! ヨロシク!
- バンザイVenus
- パレオはエメラルド
- オキドキ
- 片想いFinally
- 「アイシテラブル!」に収録
  - あうんのキス - 白組名義
- 「キスだって左利き」に収録
  - 体育館で朝食を - 白組名義
- 「チョコの奴隷」に収録
  - Darkness - セブンダンサーズ名義
  - それを青春と呼ぶ日 - 旅立ち卒業組名義

AKB48名義
- 上からマリコ
- 「ギンガムチェック」に収録
  - あの日の風鈴 - ウェイティングガールズ名義

### アルバムCD選抜曲
SKE48名義
- 『この日のチャイムを忘れない』に収録
  - フラフープでGO!GO!GO! - チームS名義
  - Beginner - チームS名義

AKB48名義
- 『ここにいたこと』に収録
  - ここにいたこと
- 『1830m』に収録
  - 青空よ 寂しくないか?

### 劇場公演ユニット曲
チームS 1st Stage「PARTYが始まるよ」公演
- スカート、ひらり
- キスはダメよ

 チームS 2nd Stage「手をつなぎながら」公演
- Glory days（1st UNIT）
- 雨のピアニスト（2nd UNIT）

 チームS 3rd Stage「制服の芽」公演
- 女の子の第六感（1st UNIT）
- 万華鏡（2nd UNIT）
- 思い出以上
※松井玲奈（松井珠理奈）のユニットアンダー

## 作品

### 映像作品
- 桑原みずき セカンド ステージ（2013年11月13日）

## 出演

### テレビドラマ
- ストライク・ラブ 第21・22話（2010年8月11日・12日、フジテレビTWO他）

### バラエティ
- 地元応援バラエティ このへん!!トラベラー（2009年7月21日、中京テレビ）
- 週刊AKB（2009年9月11日 - 2012年11月30日　不定期出演、テレビ東京）
- SKE48学園（2009年10月3日 - 、エンタ!371）
- ボニータ!ボニータ!! 〜名古屋ガールズコレクション〜（2009年11月8日 - 2010年3月28日、テレビ愛知）
- AKB48 ネ申テレビ スペシャル2009（2009年12月28日、ファミリー劇場）
- 地元応援バラエティ このへん!!トラベラー（2010年3月23日、テレビ東京）
- でらSKE〜夜明け前の国盗り48番勝負（2010年4月5日 - 2011年5月4日、TBSテレビ）
- ぶっつけ!! 〜SKE48お笑いへの道〜（2010年6月11日 - 2011年4月1日、東海テレビ）
- 夏だ!祭りだ!まるナツ2010（2010年7月12日・19日・26日、8月9日・16日・23日の全6回、東海テレビ）
- 知って解決!SKEっとネット（2010年11月8日、NHK総合、名古屋放送局制作）
- SKE48のアイドル×アイドル（2010年12月20日・27日、中京テレビ）
- SKE48の世界征服女子（2011年10月3日 - 2012年9月19日・不定期出演、中京テレビ）
- AKB48コント「びみょ〜」（2011年11月17日 - 12月1日、ひかりTV）
- SKE48のマジカル・ラジオ2（2012年5月1日、日本テレビ）
- SKE48 ムスメにいかが!?（2012年5月11日、東海テレビ）
- 坂上どうぶつ王国（「さかがみ家」スタッフとして、2021年-）
- FNS27時間テレビ（2023年7月23日、フジテレビ）「run for money 逃走中 27時間テレビスペシャル」

### その他のテレビ番組
- 金とく『SKE48の明るい農村』（2011年9月16日、NHK総合、名古屋放送局制作）
- わがまま!気まま!旅気分『三山ひろし&桑原みずきが行く GO!WEST!高知海鮮山鮮ツアー』（2012年6月23日、高知さんさんテレビ）
- ろーかる直送便『「とさ金8」はちきんスペシャル』（2013年2月21日、NHK総合）
- プロ格向上委員会（仮）（2014年4月20日 - 、サムライTV）
- 土佐流おもてなし 小料理 和歌子（2016年11月18日 高知放送）

### 映画
- BAR神風〜誤魔化しドライブ〜（2015年4月公開）
- 9 〜ナイン〜（2018年2月17日、MIRAI） - 吉沢あかり 役[11]

### 舞台
- モンスターズ・スウィング（2013年8月29日 - 9月1日、シアターグリーン BOX in BOX THEATER）
- 大人の麦茶第二十一杯目公演「ゆびに のこる かおり」（2013年11月29日 - 12月8日、紀伊國屋ホール）
- Re:verse 〜あの瞬間に戻れたら〜（2014年4月2日 - 6日、本多劇場）
- Ann&Mary Presents Vol.2　「Pirates of the Desert 2〜アカツキ国の牢獄〜」（2014年10月1日 - 5日、シアターグリーン）
- ワイアールジャパンプロデュース「拳聖」（2015年1月15日-18日、シアターサンモール）
- 銀岩塩VOL.1 『ジアース アート ネオライン 神聖創造物』～その老人は 誰よりも 若かった～（2015年12月30日 - 2016年1月3日、本多劇場）
- LIVEDOGプロデュース公演　「ちょいとビターな日曜日」（2015年3月25日 - 29日、笹塚ファクトリー）
- GRIPPERプロデュース公演「DOG’S」(2015年5月9日 - 17日、笹塚ファクトリー)
- 「刻め、我ガ肌二君ノ息吹ヲ」(2015年8月5日 - 2015年8月9日、シアター1010)
- 桑原みずき・彩音プロデュース ツルノヒトコエ（2015年9月25日 - 27日、TACCS1179）
- 平熱43度 第9回公演 番外公演 微熱43度 「熱血戦隊!ハートレンジャー! 〜飛躍編!〜」（2015年10月8日 - 18日、大塚・萬劇場） - 赤川塁 役
- 平熱43度 第9回公演 番外公演 微熱43度 「熱血戦隊!ハートレンジャー! 〜飛翔編!〜」（2015年12月2日 - 6日、大塚・萬劇場） - 赤川塁 役
- 銀岩塩旗揚げ公演 銀岩塩vol.1「ジアースアートネオライン 神聖創造物 〜その老人は 誰よりも 若かった〜」（2015年12月30日 - 2016年1月3日、本多劇場）
- 劇団た組。番外公演「楽屋〜流れ去るものはやがてなつかしき〜」（2016年1月20日 - 24日、LIVESTAGE hodgepodge）
- APHΣ REBELLION -アレス・レベリオン-（2016年6月23日 - 26日、あうるすぽっと）

### ラジオ
- SKE48 観覧車へようこそ!!（2009年5月4日 - 不定期出演、CBCラジオ）
- SKE48♥1+1は2じゃないよ!（2010年11月16日、東海ラジオ）
- 神田朱未のわたしのすきなこと。（2011年11月6日 - 2013年3月31日、FM AICHI）

### ネット配信
- SKE48の私立SPA!学園（2011年2月22日・6月29日、ニコニコ動画）
- 学校の怪談 第9話「よいしょ」（2012年8月、BeeTV）
- インスタントジョンソンのかわいこちゃ〜んNEO 特別編（2013年11月30日、アメーバスタジオ）